# Panzweiler
Panzweiler es un municipio situado en el distrito de Cochem-Zell, en el estado federado de Renania-Palatinado (Alemania). Tiene una población estimada, a fines de 2020, de 258 habitantes.
Está ubicado en la zona centro-norte del estado, cerca de la orilla del río Mosela, uno de los principales afluentes del Rin por su margen izquierda.